# 1681
Епоха великих географічних відкриттів •  Перша наукова революція • Річ Посполита •  Запорозька Січ •  Руїна

## Геополітична ситуація
Османську імперію очолює Мехмед IV (до 1687). Під владою османського султана перебувають Близький Схід та Єгипет, Середземноморське узбережжя Північної Африки, частина Закавказзя, значні території в Європі: Греція, Болгарія та Сербія. Васалами османів є Волощина та Молдова.
Священна Римська імперія — наймогутніша держава Європи. Її територія охоплює, крім німецьких земель, Угорщину з Хорватією, Богемію, Північну Італію. Її імператор — Леопольд I Габсбург (до 1705).
Габсбург Карл II Зачарований є королем Іспанії (до 1700). Йому належать Іспанські Нідерланди, південь Італії, Нова Іспанія, Нова Гранада та Нова Кастилія в Америці, Філіппіни. Королем Португалії формально є Альфонсу VI при регентстві молодшого брата Педру II. Португалія має володіння в Бразилії, в Африці, в Індії, в Індійському океані й Індонезії.
Північ Нідерландів займає Республіка Об'єднаних провінцій. Вона має колонії в Північній Америці, Індонезії, на Формозі та на Цейлоні. Король Франції — Людовик XIV (до 1715). Франція має колонії в Північній Америці. Король Англії — Карл II Стюарт (до 1685). Англія має колонії в Північній Америці, на Карибах та в Індії. Король Данії та Норвегії — Кристіан V (до 1699), король Швеції — Карл XI (до 1697). На Апеннінському півострові незалежні Венеціанська республіка та Папська область. Король Речі Посполитої — Ян III Собеський (до 1696). Царем Московії є Федір Олексійович (до 1682).
Україну розділено по Дніпру між Річчю Посполитою та Московією. Діють два гетьмани: Георге Дука на Правобережжі, Іван Самойлович на Лівобережжі. На півдні України існує Запорозька Січ. Існують Кримське ханство, Ногайська орда.
В Ірані правлять Сефевіди.
Значними державами Індостану є Імперія Великих Моголів, в якій править Аурангзеб, Біджапурський султанат, султанат Голконда, Імперія Маратха. В Китаї править Династія Цін. В Японії триває період Едо.

## Події

### В Україні
- 13 січня підписано Бахчисарайський договір між Московією та Османською імперією, за яким Україну було розділено на дві частини по Дніпру. Договір завершив московську-турецьку війну і встановлював перемир'я між країнами терміном на 20 років. За Бахчисарайською угодою Османська імперія визнала право Московії на завойований нею Київ.
- Османський султан призначив гетьманом України на Правобережжі Георге Дуку.
- Кошовим отаманом Запорозького війська обрано Трохима Волошанина.

### У світі
- Король Англії Карл II видав Вільяму Пенну хартію на землі в Північній Америці, що згодом стали Пенсільванією.
- У Франції відкрито Південний канал.
- 30 вересня Франція анексувала вільне імперське місто Страсбург.
- У Китаї завершилося поразкою повстання трьох уділів проти маньчжурської династії Цін.
- В Індостані Супаатфаа зійшов на трон Ахому.

### Наука та культура
- У Венеції освячено базиліку Санта-Марія-делла-Салуте.
- Іспанський єзуїт Евсебіо Кіно надрукував у Мехіко опис Великої комети 1680 року.

## Народились
див. також Категорія:Народились 1681
- 14 березня — Георг Філіп Телеманн, німецький композитор
- 18 червня — Феофан Прокопович (Єлезар), український теолог, письменник, поет, ректор Київської академії (1710—1716 рр.)

## Померли
див. також Категорія:Померли 1681